# OXYBOT
OXYBOT株式会社（オキシボット）は、かつて存在したTBSホールディングスの連結子会社である、日本のVFX・映画制作会社。映画監督の曽利文彦が取締役を務め、曽利が監督を務めた映画作品の制作・VFXを担当している。

## 概要
TBSテレビのCG制作部門であったTBS開発局デジタル開発センターCG部（以下、CG部）を前身とし、同部に所属していた曽利を中心とする主要メンバーらによって2004年に設立。初代社長は当時CG部の部長を務めていた笠原義博。
上記の映画制作・VFX以外にもTBSテレビのドラマ番組にVFXを提供している他、2007年に公開された『ベクシル 2077日本鎖国』では同社初のフルCGによるアニメーション制作を行っている。同作は第60回ロカルノ国際映画祭にてオープニング作品として上映された他、ロンドン国際映画祭、トロント国際映画祭、釜山国際映画祭など数多くの海外の映画祭に出品され、注目を集めた。
2012年8月には、一般社団法人日本映画テレビ技術協会の主催する第65回映像技術賞において、映画『あしたのジョー』、テレビドラマ『南極大陸』でのVFXにより、映画・テレビ2部門での受賞を果たした。
2021年（令和3年）4月1日、東通、アックス、赤坂グラフィックスアートなど技術・美術・CG関連事業子会社12社が同事業を担う中核会社TBSアクト（2020年6月22日設立）へ吸収合併され、OXYBOTは解散された。
OXYBOTが手がけていた業務は、TBSアクトデザイン本部アートセンターOXYBOT事業部が継承した。

## 参加作品

### 映画
| 公開年 | 作品名                  | 備考            |
| ------ | ----------------------- | --------------- |
| 2008年 | ICHI                    | 制作・VFX       |
| 2010年 | SPACE BATTLESHIP ヤマト | VFX             |
| 2011年 | あしたのジョー          | 制作・VFX       |
| 2017年 | 鋼の錬金術師            | 企画・制作・VFX |

### アニメーション
劇場用作品
| 公開年 | 作品名                                | 備考 |
| ------ | ------------------------------------- | ---- |
| 2007年 | ベクシル 2077日本鎖国                 | 制作 |
| 2011年 | ドラゴンエイジ -ブラッドメイジの聖戦- | 制作 |

OVA
- 2009年：TO (制作)

### テレビ番組
ドラマ
| 放送年 | 作品名                                                   |
| ------ | -------------------------------------------------------- |
| 2008年 | SCANDAL                                                  |
| 2009年 | ラブシャッフル                                           |
| 2009年 | 兄帰る                                                   |
| 2009年 | DOOR TO DOOR〜僕は脳性まひのトップセールスマン〜         |
| 2009年 | 官僚たちの夏                                             |
| 2009年 | JIN-仁-                                                  |
| 2010年 | 大魔神カノン                                             |
| 2010年 | 世にも奇妙な物語 20周年スペシャル・春 〜人気番組競演編〜 |
| 2010年 | ヤンキー君とメガネちゃん                                 |
| 2011年 | JIN-仁- 完結編                                           |
| 2011年 | 南極大陸                                                 |
| 2012年 | 猫弁〜死体の身代金〜                                     |
| 2013年 | 半沢直樹                                                 |
| 2014年 | S -最後の警官-                                           |
| 2014年 | LEADERS リーダーズ                                       |
| 2014年 | アリスの棘                                               |
| 2014年 | ルーズヴェルト・ゲーム                                   |
| 2015年 | ORANGE 〜1.17命がけで闘った消防士の魂の物語〜            |
| 2015年 | 天皇の料理番                                             |
| 2015年 | 僕らプレイボーイズ 熟年探偵社                            |
| 2015年 | 下町ロケット                                             |

バラエティ・ドキュメンタリー
| 放送年 | 作品名                                         | 備考              |
| ------ | ---------------------------------------------- | ----------------- |
| 2009年 | 唐招提寺1200年の謎〜天平を駆けぬけた男と女たち | ドラマパートのVFX |
| 2012年 | 原宿ネストカフェ                               | タイトルCG        |

## 受賞歴
| 年     | 候補作                | 賞                           | 部門                   | 結果 |
| ------ | --------------------- | ---------------------------- | ---------------------- | ---- |
| 2008年 | ベクシル 2077日本鎖国 | 第17回フィラデルフィア映画祭 | 最優秀アニメーション賞 | 受賞 |
| 2012年 | あしたのジョー        | 第65回映像技術賞             | VFX(劇場公開)          | 受賞 |
| 2012年 | 南極大陸              | 第65回映像技術賞             | VFX(放送作品)          | 受賞 |